# Garfield MacDonald
Pour les articles homonymes, voir MacDonald.
James Garfield MacDonald (né le 8 août 1881 à Lower South River (en) et mort en 1951) est un athlète canadien pratiquant le triple saut, le saut en hauteur et le saut en longueur. 

## Biographie
Garfield MacDonald participe aux épreuves de triple saut, de saut en longueur et de saut en hauteur aux Jeux olympiques de 1908 à Londres. Il est vice-champion olympique de triple saut avec une distance de 14,76 m.